# Piaoziorskij
Piaoziorskij (ros. Пяозёрский) – osada typu miejskiego w północno-zachodniej Rosji, na terenie wchodzącej w skład tego państwa Republiki Karelii.
Miejscowość leży w rejonie łouchskim i liczy 2572 mieszkańców (1 stycznia 2005 r.), głównie Rosjan. Liczba ta zmniejsza się – w ciągu ostatnich 9 lat spadła o 128 osób, co stanowi blisko 5%.